# Aelius Herodianus
Pour l'historien romain, voir Hérodien.
Aelius Hérodianus (en grec ancien Αἴλιος Ἡρωδιανός), ou Hérodien (à ne pas confondre avec son homonyme Hérodien l'historien) est un grammairien grec qui vécut à Rome dans la seconde moitié du IIe siècle. 

## Biographie
Il est le fils d'Apollonios Dyscole, lui-même grammairien.
Cet érudit a eu une importance considérable sur les grammairiens de l'Antiquité tardive et de la période byzantine, toutefois ses œuvres ont quasiment toutes disparu. Les tentatives de reconstructions, basées sur les emprunts réels ou supposés d'auteurs plus tardifs (en particulier les grammairiens des VIIIe-IXe siècles Georgios Choeroboscos ou Theognostos (de)) ont conduit à une mauvaise appréhension de son œuvre. On trouvera la mise à jour la plus récente sur son œuvre chez E. Dickey, avec rappel des études antérieures.

## Œuvres
Hérodien est l'auteur de très nombreux traités portant sur la grammaire et l'accentuation. Plus de cinquante, dont une partie d'attribution douteuse, nous sont parvenus, incomplets ou à l'état de fragments. Les traités d'Hérodien se concentrent sur l'accentuation de la langue des épopées d'Homère, c'est-à-dire une langue purement littéraire et très ancienne, et sur le grec de l'époque classique, c'est-à-dire un état de la langue qui n'existait plus depuis longtemps à l'époque d'Hérodien (où l'on parle la koinè, mais où le grec classique reste la référence des milieux lettrés).
L'œuvre majeure d'Hérodien est le traité de Prosodie générale (Peri katholikēs prosōidias, titre latin De prosodia catholica), qui constitue l'une de nos principales sources d'information sur la prosodie, c'est-à-dire les règles de l'accentuation du grec ancien telle qu'elles ont été élaborées par les philologues de l'Antiquité. Dans son état initial, l'ouvrage fournissait les règles d'accentuation pour un très grand nombre de mots, peut-être 60 000, avec des explications grammaticales. Le texte du traité qui nous est parvenu est très fragmentaire par rapport à son état initial, et toute une partie n'est connue que par des épitomés (c'est-à-dire des résumés anciens), mais cela représente malgré tout une grande quantité de texte.
Deux autres ouvrages importants sont le Peri Iliakēs prosōidias (Prosodie de l’Iliade) et le Peri Odusseiakēs prosōidias (Prosodie de l’Odyssée), consacrés à l'accentuation du texte d'Homère. Ils nous sont parvenus en majeure partie de manière indirecte, par l'intermédiaire des scholies au texte des poèmes homériques (en particulier le groupe de scholies appelé les « scholies A ») : les scholiastes et les commentateurs d'Homère ont manifestement beaucoup utilisé les traités d'Hérodien.
Le Peri monērous lexeōs (Sur le style particulier) est le seul traité d'Hérodien qui nous soit parvenu entier ; il est consacré aux mots anormaux. 
Parmi les autres traités dont subsistent des fragments importants figurent le Peri pathōn (Sur les modifications des mots), le Peri orthographias (Sur l'orthographe) et le Peri kliseōs onomatōn (Sur la déclinaison des noms). 

### Liste des œuvres d'Hérodien
Nous donnons ci-dessous la liste des œuvres du grammairien telle qu'elle a été établie en dernier lieu par E. Dickey (2014), en suivant l'ordre alphabétique ; la numérotation est la sienne. 
- Eis tēn Apollōniou eisagōgēn (Sur l'introduction d'Apollonius)[5], dont il ne subsiste qu'une mention (Et. Gen., α 1181 = Et. M. 143, 3). E. Dickey y voit un autre titre pour le Peri pathōn, suivant en cela la mention de l'Etymologicum Magnum qui associe le nom des deux œuvres (οὓτως Ἡρωδιανὸς εἰς τὴν Ἀπολλωνίου εἰσαγωγὴν ἢ περὶ παθῶν). Il s'agit probablement d'une erreur du compilateur du XIIe siècle car l'Etymologicum Genuinum, qui en est la source, n'indique pas le Peri pathōn.
- Eis to peri genōn Apollōniou hupomnēma (Commentaire du "Sur les genres" d'Apollonius)[6], connu par une seule mention de Stéphane de Byzance  (Billerbeck κ 82). La notice de cet auteur étudie les différentes formes du nom, chez Apollonios (Sur les modifications de mots, Sur les genres) et Hérodien (Sur l'orthographe, Prosodie générale et le commentaire d'Apollonius).
- Eis to peri pathōn Didumou hupomnēmata (Commentaires du "Sur les modifications de mots" de Didyme)[7], œuvre que l'on assimile généralement au Peri pathôn d'Hérodien. A. Lentz (1867-1870, p. 389) mentionne trois fragments issus des scholies à Homère (Λ 160, Ρ 201, Γ 272 = Et. Gen. α 1546 = Et. M. 116, 51). L’œuvre est au moins en deux livres.
- Monobiblon peri tou ēn (livre unique à propos de ēn)[8]. Seul un fragment de cette œuvre est conservé (Lentz 1867-1870, p. 785-786), issu de Choeroboscos (536, 17).
- Monobiblon peri tou mē panta ta rhēmata klinesthai eis pantas tous chronous (livre unique sur le fait que tous les verbes ne se conjuguent pas à tous les temps)[9]. L'édition d'A. Lentz (1867-1870, p. 779-784 et add. p. 1261-1262) comprend cinq fragments issus de Choeroboscos dont un seul porte ce titre, et un long fragment issu des Analekta Oxonii (IV, 388) sous la dénomination suivante : περὶ ἀκλίτων ῥημάτων.
- Monobiblon peri tou hudōr (livre unique à propos du mot hudōr (eau))[10]. Deux fragments provenant de Choerobscos sont publiés par A. Lentz (1867-1870, p. 777).
- Peri anekphōnētou (Sur le (iota) non prononçable)[11]. Cette œuvre concerne les mots avec iota souscrit ; on a conservé quelques fragments (Lentz 1867-1870, p. 421-422). Il peut s'agir d'une partie du Peri orthographias.
- Peri antōnumiōn (Sur les pronoms)[12]. Il nous reste quelques fragments sous ce titre (Lentz 1867-1870, p. 845-846). D'après H. Erbse (1960, p. 85-86), il peut s'agir d'une partie d'un ouvrage plus important.
- Peri Attikēs prosōidias (Sur l'accentuation attique)[13]. Quelques fragments sont publiés par A. Lentz (1867-1870, p. 20-21), auquel il faut ajouter un fragment publié par H. Hunger (1967, p. 14-15).
- Peri dichronōn (Sur les voyelles qui peuvent être longues ou courtes)[14]. L’œuvre, mentionnée sous ce titre, peut avoir constitué au départ une partie de la Prosodie générale (livre 20 suivant la table des matières de l'épitomé du pseudo-Arcadius) ; voir l'édition de A. Lentz (1867-1870, p. 7-20 et add. p. 1240).
- Peri enklinomenōn (Sur les enclitiques)[15]. L’œuvre est considérée comme indépendante mais elle peut constituer une annexe à la Prosodie générale si l'on se fie à la table des matières de l'épitomé du pseudo-Arcadius qui la mentionne après le livre 20. Ce même épitomé semble contenir, dans le livre 15, des éléments qui peuvent en provenir (Lentz 1867-1870, p. 551-564 et add. p. 1240).
- Peri epirrhēmatōn (Sur les adverbes)[16]. Seuls trois fragments de cette œuvre sont connus (Lentz 1867-1870, p. 846).
- Peri Iliakēs prosōidias (Sur la prosodie de l'Iliade). Voir ci-dessous.
- Peri katholikēs prosōidias (Sur la prosodie générale). Voir ci-dessous.
- Peri kliseōs onomatōn (Sur les déclinaisons des noms)[17]. Les fragments proviennent en très grande partie de Choeroboscos ; l’œuvre est probablement la même que le Peri onomatōn.
- Peri kuriōn kai epithetōn kai prosēgorikōn monobiblion (Livre unique sur les noms propres, les adjectifs et les noms communs)[18]. On ne possède que quelques fragments de cet ouvrage qui expliquait les différences d'accentuation pour un même mot suivant qu'il représente un nom propre, un adjectif ou un nom commun.
- Peri makrōn kai bracheiōn sullabōn (Sur les voyelles longues ou courtes)[19]. Cette œuvre a été publiée par La Roche (1866) sur la base d'un manuscrit (Vindob. Phil. gr. 172, fol. 216-219), déjà imprimé semble-t-il par Hermann (1801, p. 422-432) si l'on en croit Hunger (1961, p. 276-278) vérifier par E. Dickey.
- Peri metochōn (Sur les participes)[20], connu par trois fragments publiés par A. Lentz (1867-1870, p. 784-785).
- Peri monērous lexeōs (Sur la singularité lexicale)[21]. Il s'agit du seul ouvrage d'Hérodien conservé sous sa forme originale ; il est publié par A. Lentz (1867-1870, p. 908-952 et add. 1263). Une nouvelle édition est en cours par Aikaterini Papazeti[22].
- Peri monosullabōn (Sur les monosyllabes)[23]. On ne connait que deux fragments de cette œuvre (Lentz 1867-1870, p. 903-904).
- Peri Odusseiakēs prosōidias (Sur la prosodie de l'Odyssée). Voir ci-dessous.
- Peri Homērikēs prosōidias (Sur la prosodie d'Homère). Voir ci-dessous.
- Peri onomatōn ou Onomatikon (Sur les noms)[24], sur la formation et l'accentuation des noms. Les fragments proviennent de Choeroboscos.
- Peri orthographias (Sur l'orthographe)[25].
- Peri pathōn (Sur les modifications des mots)[26], dont il subsiste de nombreux fragments (Lentz 1867-1870, p. 166-389 et add. p. 1248-1255).
- Peri parōnumōn (Sur les dérivés nominaux)[27], œuvre connue seulement par des fragments (Lentz 1867-1870, p. 849-897 et add. 1262-1263).
- Peri pneumatōn (Sur les esprits)[28]. Il s'agit très probablement du livre 20 de la Prosodie générale ; il n'en subsiste que deux fragments (Lentz 1867-1870, p. 20).
- Peri rhēmatikōn onomatōn (Sur les noms dérivés des verbes)[29], connue seulement par des fragments (Lentz 1867-1870, p. 897-903).
- Peri rhēmatōn (Sur les verbes)[30], concerne les règles de conjugaison. Les fragments en sont assez nombreux (Lentz 1867-1870, p. 787-824 et add. 1262).
- Peri suzugiōn (Sur les conjugaisons)[31], connue par deux fragments seulement (Lentz 1867-1870, p. 779).
- Peri suntaxeōs tōn stoicheiōn (Sur les combinaisons de lettres)[32]. D'après Lentz il s'agit d'une œuvre à part entière mais d'autres en font une part du Peri orthographias.
- Peri schēmatōn (Sur les compositions)[33], quelques fragments semblent provenir d'une œuvre authentique d'Hérodien (Lentz 1867-1870, p. 847-849), qu'il faut distinguer d'une œuvre du même nom qui n'est pas de lui (cf. infra).
- Peri tou zōs (Sur le mot zōs)[34], connue par deux fragments (Lentz 1867-1870, p. 778).
- Peri tōn eis mi (Sur les verbes en -mi)[35], dont il reste de nombreux fragments (Lentz 1867-1870, p. 825-844 et add. 1262).
- Protaseis (Propositions)[36], deux fragments connus (Lentz 1867-1870, p. 907). Peut avoir constitué un ouvrage avec des questions sur des problèmes de grammaire, d'écriture et d'accentuation.
- Sumposion (Symposion)[37], connu par quelques fragments (Lentz 1867-1870, p. 904-906 et add. 1263). D'après Reitzenstein, il peut être la source d'Athénée.
- Skhēmatismoi Homērikoi (Figures de style d'Homère)[38]. Bien que considérée comme non attribuée à Hérodien par A. Lentz (et donc non éditée), elle est probablement authentique et publiée par Egenolff 1894.

### Traités d'attribution incertaine
De nombreux autres traités sont attribués à Hérodien mais il n'est pas sûr qu'il en soit réellement l'auteur.
- Anōmalos prosōidia (L'accent déviant)[39] n'est connu que par une seule citation (Et. Gen. α 1205 = Et. M. 146, 14) : οὓτως Ἡρωδιανὸς ἐν τῇ Ἀνωμάλῳ προσῳδίᾳ. Cette mention fait suite, dans l'article Ἀρναῖος de l'Etymologicum Genuinum, à une citation d'Homère et d'Aphtonios (rhéteur grec de la fin du IVe siècle), et est suivie d'une indication tirée du Commentaire de l'Odyssée par Asclépiade de Myrlée. A. Lentz (1867, p. xvii) met en rapport ce titre avec une mention se rapportant à une autre œuvre : Ἡρωδιανὸς ἀνώμαλον τὴν προσῳδίᾳν φησὶν ἐν τῇ Ὀδυσσειακῇ προσῳδίᾳ. La réalité de cette œuvre reste donc incertaine.
- Aporiai kai luseis (Questions et réponses) [n'existe pas ?][40]. Aucune référence à cette œuvre n'existe mais elle semble apparaître chez R. Reitzenstein (1897, p. 364), d'après une édition d'Aldus. Elle est listée dans l'article de Schultz (1913, p. 972). Toutefois, E. Dickey ne tient pas compte qu'une des œuvres du grammairien Oros d'Alexandrie peut y faire référence.
- Elenchoi (Réfutations)[41] dont il ne reste qu'un fragment dans le lexique étymologique d'Orion (41, 7) : οὓτως Ἡρωδιανὸς ἐν τοῖς Ἐλέγχοις.
- Epimerismoi (Analyses)[42], première série sous ce titre ; il s'agit de fragments concernant l'étymologie. A. Lentz (1867-1870, p. xvii-xxxiii) en a répertorié 46, la plupart provenant d'Orion.
- Peri gamou kai sumbiōiseōs (Sur le mariage et la vie commune)[43]. Seul un fragment subsiste de cette œuvre (Lentz 1867-1870, p. 904) qui apparaît complètement anormale car sans lien avec la grammaire ; il est donc difficile de savoir si elle se rapporte bien à Hérodien.

### Traités d'attribution fausse (pseudo-Hérodien)
On trouvera ici les œuvres grammaticales ne relevant pas de cet auteur mais qui lui sont attribuées.
- Epimerismoi (Analyses)[44]. On conserve sous ce titre une œuvre faussement attribuée à Hérodien et publiée par Jean-François Boissonade (1819), avec un supplément d'A. Ludwich (1905, p. 404bis-434). Elle traite des mots de graphie différente pour rendre un même son  (αι/ε, ει/ι...).
- Zētoumena tōn merōn tou logou (Questions sur les différentes parties du discours)[45]. Cette œuvre est un ensemble de règles de grammaire et leur usage. Elle a été publiée par Pierson, Koch (1830, p. 412-437).
- Parekbolai tou megalou rhēmatos (Commentaire sur le grand verbe = Grand commentaire sur les verbes ?)[46]. Le texte de cette œuvre faussement attribuée à Hérodien est publié par La Roche (1863), auquel il convient d'ajouter un fragment supplémentaire publié au départ par Aldus et qu'E. Dickey (2014, p. 342-344) a mis en annexe de son article.
- Peri akurologias (Sur les usages impropres)[47]. L’œuvre s'intéresse aux manières justes ou impropres d'utiliser les mots. Le texte est publié par A. Nauck (1867, p. 313-320) et complété par G. Vitelli (1889). Dickey 2014 no 14, p. 331.
- Peri arithmōn (Sur les nombres)[47]. Ce traité concerne la numérotation utilisée dans les inscriptions attiques d'époque classique.
- Peri authupotaktōn kai anupoktatōn (Sur les radicaux verbaux qui peuvent être utilisés ou non comme base pour des subjonctifs)[48]. Concerne les aoristes subjonctifs ; le texte en est publié par Bekker (1821, p. 1086-1088).
- Peri zētoumenōn kata klisin pantos tou logo merōn (Sur les questions concernant la déclinaison des parties de tous les discours)[49].
- Peri hēmartèmenōn lexeōn (Sur les locutions incorrectes)[50]. Cette œuvre est publiée par Hermann (1801, p. 301-318) et correspond en fait à l’œuvre précédente (no 24) auquel s'ajoute le texte du Peri kliseōs rhèmatōn.
- Peri kliseōs rhēmatōn (Sur les conjugaisons des verbes)[51]. Concerne les formes verbales difficiles. Le texte est publié par Cramer (1836, p. 256-262).
- Peri paragōgōn genikōn apo dialektōn (Sur les dérivés génitifs par dialecte)[52], collection de questions sur la déclinaison des mots difficiles, avec leurs réponses. Le texte est publié par Cramer (1836, p. 228-236).
- Peri soloikismou kai barbarismou (Sur le solécisme et le barbarisme)[53]. Cette œuvre concerne les types d'erreurs linguistiques. Le texte a été publié par Nauck (1867, p. 294-312).
- Peri schēmatōn (Sur les figures de style) est un traité de rhétorique conservé sous une forme résumée et qui n'est pas d'Hérodien[34].
- Peri stichōn tēs lexeōs (Sur les vers des discours)[54], court texte publié à la fois par Studemund (1867, p. 618-619) et par De Furia (1814, p. 88) sous le titre Peri tēs lexōs tōn stichōn.
- Peri tōn zētoumenōn kata pasēs kliseōs onomatos (Sur des questions de déclinaison générale du nom)[55]. Cette œuvre est certainement la même que le Peri zētoumenōn kata klisin pantos tou logou merōn (voir ci-dessus).
- Philetæros, un glossaire atticiste probablement composé quelque part entre le IIe siècle et le IVe siècle[56].
- Excepta e Herodiano (Extraits d'Hérodien)[57], collection de fragments publiés par Dain (1954, p. 75-82).
- Fragmentum grammaticum quod incipit a vocibus zētoumen kai tēn tou Arēs (Fragment grammatical qui commence avec les mots zētoumen kai tēn tou Arēs)[58], texte sur les déclinaisons et la graphie, publié par Cramer (1836, p. 237-245).

## Quelques œuvres

### La Prosodie générale
Cette œuvre majeure d'Hérodien donne les règles d'accentuation pour l'ensemble des mots grecs. Elle résulte peut-être du regroupement de plusieurs textes rédigés auparavant (comme les prosodies sur l'Iliade et l'Odyssée ou sur la langue attique).
L’œuvre n'a pas été conservée, mais deux abrégés (épitomés) sont connus :
Le premier, attribué au grammairien Arcadius (IVe – Ve siècle ?) est connue par cinq manuscrits. Le meilleur d'entre eux, le Matritensis 38 (M), est une copie réalisée par Constantin Lascaris en 1492 à partir d'un ancien manuscrit (παλαιὰ βίβλος) (α) trouvé dans le monastère Saint-Sauveur de Messine. Deux autres manuscrits dérivent de M ou de α : le manuscrit Barrocianus 179 (O), daté de 1495 et le Hauniensis 1965 (A), des XVe et XVIe siècles. Deux autres manuscrits sont conservés à Paris : le Parisinus 2603 (B, fol. 17-65) et le Parisinus 2102 (C, fol. 88-244) copié par Jacques Diassorinos vers le milieu du XVIe siècle ; ils ont servi pour la publication de E. H. Barker, prolongé par Dindorf avec des variantes issues de A et par la publication de Schmidt (1860). La base de données Pinakes signale également un manuscrit du XVIIIe siècle (D'Orville 401), conservé à la Bodleian library d'Oxford et dont quelques folios (132-134) procèdent probablement des manuscrits précédents.
Le second épitomé a été rédigé par Jean Philoponus ; contrairement au premier abrégé, il s'agit plutôt d'extraits. Quatre manuscrits, le plus important étant le Hauniensis à partir duquel le texte a été publié par Dindorf (1825). Les autres manuscrits sont le Vindobonensis 240 (XVe siècle), le Vaticanus 1766 (XVIe siècle) et le Taurinensis 261 (XVe et XVIe siècles). La base de données Pinakes présente d'autres manuscrits.
En complément de ces abrégés, on a découvert des fragments du texte d'origine avec quelques folios d'un palimpseste viennois (Hunger 1967) et un fragment de papyrus du IVe siècle, P.Antinoopol. 67.
Le texte publié par A. Lentz (1867-1870, p. 1-547 et add. p. 1233-1240) est largement restitué, souvent de manière abusive ; il reprend en particulier le texte de Stéphane de Byzance ce qui donne l'impression qu'Hérodien est la source systématique de ce grammairien selon l'édition du TLG. Le 20e livre pose un problème particulier. Il n'est présent que dans un seul des manuscrits de l'épitomé du pseudo-Arcadius (Parisinus 2102) ; la reconstruction qu'en fait Lentz correspond aux fragments du texte du traité du Peri dichronōn.
Selon l'épitomé du pseudo-Arcadius, il existait une annexe à l’œuvre concernant les problèmes de lecture des mots servant d'expression. Certains traités byzantins particuliers (Peri enklinomenōn, Peri enklitikōn, Peri stigmēs) réutiliseraient des éléments de cette partie.

### Sur l'orthographe
Il s'agit d'une œuvre importante par sa prospérité et qui annonce les ouvrages orthographiques de Timothée de Gaza et de Charax, étudiés par J. Schneider (1999). Cet ouvrage devait comporter trois parties, suivant l'usage mis en évidence dans ce type de traité : la suntaxis (comment couper les syllabes et attribuer les consonnes à l'une ou l'autre des syllabes), la poiotēs (les consonnes et leurs altérations, comme la transformation de nu en mu devant bêta) et la posotēs (savoir si le son i s'écrit avec une diphtongue ou la seule lettre iota).

### La prosodie des œuvres d'Homère
Deux œuvres portent sur l'accentuation de l'Iliade et de l'Odyssée.
- Peri Iliakēs prosōidias (Sur la prosodie de l'Iliade)[71], œuvre disparue mais dont de nombreux fragments sont conservés par les scholies à l'Iliade. On trouve chez A. Lentz (1867-1870, p. 22-128 et add. p. 1240) le texte mais l'édition des scholies par Erbse propose un texte de meilleure qualité.
- Peri Odusseiakēs prosōidias (Sur la prosodie de l'Odyssée)[72], œuvre disparue mais que l'on peut reconstituer grâce aux scholies à l'Odyssée, mais qui constituent un corpus beaucoup moins nombreux que les scholies de l'Iliade. On trouve chez A. Lentz (1867-1870, p. 129-165 et add. p. 1240-1248), avec le complément de Ludwich (1891).
- Peri Homērikês prosōidias (Sur la prosodie d'Homère)[73], œuvre restituée en regroupant les études sur la prosodie de l'Iliade et de l'Odyssée. Il n'est pas certain qu'Hérodien l'ait réellement conçue ainsi.

## Tradition manuscrite et éditions
Les traités d'Hérodien nous sont parvenus sous forme de fragments (certains sur papyrus remontant au Ve siècle) et d'épitomé (des résumés anciens), ainsi que de manière indirecte sous forme de citations ou de références dans des scholies et des commentaires à d'autres textes.
Plusieurs éditions partielles sont réalisées au cours du XIXe siècle, comme celle de Karl Lehrs qui édite plusieurs traités dont le Peri Iliakēs prosōidias. En 1867-1870, August Lentz réalise la première édition scientifique complète des traités d'Hérodien ; mais cette édition a tendance à proposer directement des reconstitutions plutôt que d'exposer objectivement les problèmes d'établissement du texte.

#### Éditions et traductions

##### Éditions complètes
- August Lentz, Herodiani Technici Reliquiae, Leipzig, 1867-1870. Incorporé par la suite dans Grammatici Graeci. vol. I, 1867 ; vol. II, fasc. prior, 1867 ; vol. II, fasc. posterior, 1870.
- Grammatici Graeci, Leipzig, 1867-1910. Réimprimé chez Hildesheim, 1965. L'édition complète d'Hérodien par Lentz a été incorporée dans les volumes 3,1 et 3,2.

##### Éditions partielles
- Jean F. Boissonade, Ἡρωδιανοῦ ἐπιμερισμοί : Herodiani partitiones, Londres, 1819.
- Alphonse Dain, Le Philetæros attribué à Hérodien, Paris, 1954.
- Herbert Hunger, "Palimpsest-Fragmente aus Herodians Καθολικὴ προσῳδία, Buch 5-7", Jahrbuch der Österreichischen byzantinischen Gesellschaft, 16, 1967, p. 1-33.
- J. La Roche, Παρεκβολαὶ τοῦ μεγάλου ῥήματος ἐκ τῶν Ἡρωδιανοῦ : E duobus codicibus Caes. Reg. biblioth. Vindobonensis, Vienne, 1863 (Jahresbericht über das k. k. akademische Gymnasium in Wien für das Schuljahr, 1862-1863).

- Karl Lehrs, Herodiani scripta tria emendatoria, Königsberg, 1848 (2e éd. Berlin, 1857). Contient les éditions du Peri Iliakès prosodias, du Peri monèmous lexeôs et du Peri dichronôn.
- Arthur Ludwich, Herodiani Technici reliquiarum Supplementum, Königsberg, 1891.
- Moritz Schmidt, Ἐπιτομὴ τῆς  Καθολικῆς προσῳδίας Ἡρωδιανοῦ, Jena, 1860.
- W. Studemund, Der pseudo-Herodianische Tractat über die εἴδη des Hexameters, Neue Jahrbücher für Philologie und Paedagogik (= Jahrbücher für classische Philologie), 95, 1867, p. 609-623.
- G. Vitelli, Handschriftliches zu Herodian Περὶ ἀκυρολογίας, Berliner philologische Wochenschrift, 29/30, 1889, p. 907.
- Alfons Wouters, A Compendium of Herodian's Περὶ κλίσεως ὀνομάτων (A Note on the New Grammatical Papyrus in Florence), ZPE, 11, 1973, p. 242-244.

#### Ouvrages généraux
- M. C. Howatson (dir.), Dictionnaire de l'Antiquité, Paris, Robert Laffont, 1993 (première édition : Oxford University Press 1989).
- Marianne McDonald (fond.), Thesaurus Linguae Graecae, University of California, Irvine, depuis 1971 (sur CD-Rom)

#### Études savantes
- Eleanor Dickey, Ancient Greek Scholarship, American Philological Association, New York, Oxford University Press, 2007.
- Eleanor Dickey, A Catalogue of Works attributed to the grammarian Herodian, Classical Philology, 109, 2014, p. 325-45.
- Andrew R. Dyck, Notes on the Epimerismoi Attributed to Herodian, Hermes, 109, 1981, p. 225-235.
- Andrew R. Dyck, Aelius Herodian : Recent Studies and Prospects for Future Research, Aufstieg und Niedergang der römischen Welt, II, 34, 1993, p. 772-794.
- Peter Egenolff, Zu Herodianos technikos, Neue Jahrbücher für Philologie und Paedagogik (= Jahrbücher für classische Philologie), 149, 1894, p. 337-345.
- Peter Egenolff, Zu Lentz' Herodian I, Philologus, 59, 1900, p. 238-255.
- Peter Egenolff, Zu Lentz' Herodian II, Philologus, 61, 1902, p. 77-132, 540-576.
- Peter Egenolff, Zu Lentz' Herodian III, Philologus, 62, 1903, p. 39-63.
- Richard Reitzenstein, Geschichte der griechischen Etymologika, Leipzig, 1897.
- Jean Schneider, Les traités orthographiques grecs antiques et byzantins, Turnholt, Brepols, 1999, 913 p.
- Jean Schneider, Le ΠΕΡΙ ΟΡΘΟΓΡΑΦΙΣΑΣ d'Hérodien lu par Priscie, dans L. Basset, F. Biville, B. Colombat, P. Swiggers, A. Wouters éd., Orbis supplementa. Bilinguisme et terminologie grammaticale gréco-latine, Peeters, 2007, p. 163-179 (Orbis supplementa, 27).
- Hermann Schultz, Herodianos 4, RE, VIII, 1913, p. 959-973.
- I. Sluiter, A Champion of Analogy: Herodian’s On Lexical Singularity , in S. Matthaios, F. Montanari, A. Rengakos ed., Ancient Scholarship and Grammar. Archetypes, Concepts and Contexts, Berlin-New York, de Gruyter, 2011, p. 291-310